# Michel Gomez
Michel Gomez (Rouen, 14 settembre 1951) è un ex cestista e allenatore di pallacanestro francese.

## Palmarès

### Allenatore
- Campionato francese: 5

CSP Limoges: 1987-88, 1988-89, 1989-90
Pau-Orthez: 1991-92, 1995-96
- Coppa delle Coppe: 1

CSP Limoges: 1987-88

### Individuale
- Miglior allenatore della LNB Pro A: 3

Challans: 1985-1986
CSP Limoges: 1989-1990
Pau-Orthez: 1990-1991